# Bränningar
Bränningar är en svensk film från 1935 i regi av Ivar Johansson. Filmen premiärvisades 14 januari 1935. Inspelningen av filmen skedde med ateljéfilmning i Filmstaden Råsunda med exteriörer från Prästgrundet, Söderhamn, Stråtjära och Värtan i Stockholm av Julius Jaenzon. Som förlaga hade man en novell av författaren Per Vedin.

## Handling
Under förtexterna ligger bilder av bränningar och ett stormigt, upprört hav. I ett kort bildmontage ser vi fiskarflickan Karin i en båt på sjön och den unge Daniel som blickar ut över en fager bygd med sädesfält.
Det är marknad och vi möter Daniel där han iklädd studentmössa går omkring på tivolit. Han skjuter prick i ett stånd och krossar porslin i ett annat. Han säger att hela livet är en karusell där man får åka med antingen man vill eller inte, därvid antydande att människan i mycket är utlämnad åt naturens och känslornas våld. På tivoliplatsen träffar han Karin, som är en gammal bekant. Det var fem år sedan de sist träffades och berättar nu att han studerat till präst och kommit hem för provtjänstgöring. När han drar fingerkrok med Pelle, dräng hos Karins far, observeras detta av hans far. På hemvägen tycker denne att det är opassande av en präst att hålla med sådant med blivande församlingsbor. Daniel säger att han vill vara en människa och menar att han egentligen inte ville bli präst men blivit tvingad till detta. Han säger att hur många gånger har han inte sagt att hans håg stod till jorden och havet. Fadern invänder dock att han aldrig tvingat men det inte finns någon framtid i att ”sprätta dynga”. När Karin seglar hem igen tillsammans med sin far håller hon på att styra på grund och fadern tar över rodret.
Daniel håller en predikan för sockenborna vilka blir imponerade av hans genuint folkliga talekonst. Församlingens kyrkoherde tycker han är riktig kraftkarl och skickar ut Daniel till ön Stormskär, där Karin bor, för att hålla gudstjänst. Dit kommer menigheten seglande i stor mängd. Församlingsborna ser förväntansfulla ut och Karin ler tydligt när hon ser på Daniel. Predikan äger rum i det fria och blir en lovsång till den härliga och storslagna naturen, vilket understryks av filmens bildmontage av hav, natur och bedjande människor. Han välsignar alla dem som har sin bärgning ur havet. Karin och Daniel ser på varandra. 
Efter gudstjänsten börjar det blåsa upp och barometern faller. Daniel inser att det inte är lönt att segla hem i detta väder och han får erbjudande att övernatta i Karins hem. Daniel önskar att han kunnat följa med Karins far när han skall ut och bärga näten undan det kommande ovädret. Karin menar att Daniel alltid velat vara med när det stormar. Man ser bilder av fiskebåtar som går ut på det stormiga havet.
Daniel följer Karin hem och de sitter på kvällen och talar om gamla minnen. Under tiden ser vi hur Karins far måste uppsöka nödhamn när vädret börjar bli alltför hårt med åska och grova brottsjöar. På natten tittar Daniel ut genom fönstret i det rum han bor i och blickar på ovädret. Samtidigt ser vi Karin på hennes kammare. Hon ser förskräckt ut när hon hör det våldsamma åskvädret där blixten slår ner och antänder ett träd.
Karin kommer in i Daniels rum. Han ser på hennes bröst och säger att ”allting brinner”. Nu är han inte präst längre utan bara en fattig syndig manlig ungdom och att gud har gett dem lidelse. Bilden dubbelexponeras med bilder av bränningar i havet. De famnar om varandra samtidigt som vi ser en bild av det brinnande trädet. Efteråt går han med något ångerfull blick ut och slår upp sin bibel. I det ena bibelstället läser han om att ondskan finns ända in herrans hus och därför skall du gå slippriga vägar och stöta mot stenar. Sedan slår han upp Predikaren och läser orden om gläd dig du yngling i din ungdom. Han kastar bibeln i golvet och går ut i natten. Han frågar högst uppe på berget öppet om varför du gett oss en fri vilja om du straffar oss om vi följer den. Blixten slår ner i den stång han står bredvid och han blir medvetslös.
När han vaknar till sans igen på lasarettet har han förlorat minnet. Läkaren råder honom att resa ut i världen. En år förflyter och vi skriver 1929. Karin har fött ett barn och vi ser hur hon sitter och vaggar det. De andra kvinnorna på ön är fördömande och tycker att hon ställt till det fint för sig och att hon inte ens vet vem som är far till barnet. Karin vet nog men vill inte säga något. Karins far är inte heller glad och tycker hon kan ta sin unge och dra fan i våld om hon inte säger som det är. När hon säger att det väl är bäst hon ger sig av då, ångrar fadern sina hårda ord och säger att det finns plats för dem. Karin ber till gud att ställa allt till rätta. Åter på sjukhuset ser vi hur man samtalar om Daniels minnesförlust. Det blir en fråga om att sammanjämka tro och vetande när det gäller att kurera själens sjukdomar. Den riktige prästen och läkaren borde mötas i denna fråga.
Ytterligare fyra år har gått. Karins son har blivit ganska stor nu och är utstött av de andra småpojkarna på ön eftersom deras mödrar uppmanat dem att hålla sig borta. Drängen Pelle tycker att Karin och hennes barn får lida för mycket bara för att hon inte vet vem som är far. Han erbjuder sig att åta sig faderskapet. Karin säger hon är tacksam men det blir nog som det är. Pelle säger att det skall bli gudstjänst på ön och att Daniel Nordeman skall predika.
Den här gången kommer Daniel ut i motorbåt. Han möts av Pelle, som han inte känner igen riktigt men får vissa dunkla minnen av ”fingerkrok”. Daniel börjar sin predikan och den utvecklas som den i början. Efteråt kommer han till Karins hem. Han säger att han inte såg henne under predikan och plötsligt börjar nu hans minne återvända. Sonen kommer in i köket och hälsar. Daniel frågar efter hans mamma och pappa säger denne att han inte har någon pappa. När sonen tittar på honom kommer fler minnen och frågar till sist om det är hans barn. De omfamnar varandra och han frågar varför hon aldrig hört av sig men hon frågar vad hans församling skulle ha sagt.
Daniel beslutar sig nu för att ge upp sitt prästkall med orden ”Jag är bonde född och en bonde begär ingen nåd”. Han tar med sig Karin och sonen och deklarerar för menigheten som står församlade hur det hela ligger till. Karins far förlåter honom. Återstår att försonas med sin egen far. Denne som motsätter sig Daniels beslut ångrar sig nu när han ser sitt barnbarn. Det är bäst att du kommer hem nu säger han. I slutet ser vi Daniel och Karin som blickar ut över samma jordbruksbygd som i början. Till sist ser vi åter bilder av bränningar i havet.

## Rollista i urval
- Ingrid Bergman – Karin Ingman
- Sten Lindgren – Daniel Nordeman, prästkandidat, senare präst
- Tore Svennberg – Anders Nordeman, Daniels far, storbonde och kommunalman i Österala
- Bror Olsson – prosten i Österala
- Carl Ström – Lars Ingman, Karins far, fiskare på Stormskär
- Weyler Hildebrand – Per, "Pelle", Ingmans dräng
- Knut Frankman – Strömblom
- Carin Swensson – Brita, hans dotter
- Georg Skarstedt – Olle, Nordemans dräng
- Henning Ohlsson – Karl-Johan, Strömbloms dräng
- Wera Lindby – Hilma, en ung kvinna på Stormskär
- Wiktor "Kulörten" Andersson – utropare på nöjesfältet
- Olle Granberg – Stig Ingman, Karins och Daniels son
- Erik Rosén – överläkaren
- Wiktor Öst – organisten

## Musik i filmen
- När världens hopp förtvinat stod, kompositör: Johannes Rhau, textförfattare: Samuel Hedborn
- Herre, signe du och råde, kompositör: Johann Schop, textförfattare: Jesper Swedberg
- Bertrand du Guesclin, kompositör: Paul Fauchey, instrumental.
- Romeo och Julia, kompositör: Pjotr Tjajkovskij, instrumental.